# NIC-73
La NIC-73  es una importante carretera nacional clasificada como troncal principal en Nicaragua. Esta vía comienza en el Oeste en la NN-151 en Tipitapa en el departamento de Managua y culmina en el Sur en la San Juan de Tipitapa, departamento de Managua.

## Extensión
Con una extensión de 5,85 millas (9,4 km), la NIC-73 juega un rol clave en la conectividad y transporte de la región.